# Denise Fampou
Denise Fampou Tchaptchet, née en 1963 à Douala est une femme politique camerounaise, élue maire d'arrondissement à Douala 2ᵉ en 2007, en 2013 et en 2020 au Cameroun.

## Biographie

### Enfance, éducation et débuts
Denise Fampou est la fille de l'ancien combattant et ancien maire Dagobert Fampou. Elle est née le 13 Avril 1963 à Douala au quartier New - Bell,. Après des études secondaires à Douala, elle poursuit des études de droit à l'Université de Yaoundé. Elle obtient plus tard un Certificat d’Aptitude à la Profession d’Avocat (CAPA).

### Carrière
Denise Fampou est avocate de formation.
Après une Licence en Droit, elle entre au cabinet de Maitre Ngon à Bidias et intègre le barreau du Cameroun en 1996 comme avocate. Elle crée son propre cabinet d'avocat en 1996.
Elle est une première fois Maire en 2007.
Elle est de nouveau élue en 2013 et en 2020,.
Ancienne et membre laïque de l'Eglise Evangélique du Cameroun, elle y est bénévole et chargée du contrôle des finances,

## Prix et distinctions
Son travail lui vaut la reconnaissance locale comme internationale
- Officier de l'ordre de la Valeur
- Meilleur Maire De La Région du Littoral, par le FEICOM, le MINATD et ONU-Habitat;
- Meilleur Manager Communal, par le Comité de l’Excellence Africaine;
- Prime régionale du Littoral de la Progressivité, par le Programme National de Développement Participatif.